# Korydallos
Korydallos (Κορυδαλλός) este un oraș în Grecia.
- Area: 4.324 km²

## Populație
| Annul | Populație | Densitate     |
| ----- | --------- | ------------- |
| 1981  | 61,313    | 14,179.69/km² |
| 1991  | 63,184    | 14,612.4/km²  |